# 666
|  | Per a altres significats, vegeu «Nombre de la bèstia». |

## Esdeveniments
- Mèrida, Lusitània: Se celebra un Sínode dels bisbes de la província.[1]
- Ravenna, Exarcat de Ravenna: Gregori substitueix Teodor I Cal·liopes com a exarca.